# 제임스 브렌던 코널리
제임스 브렌던 베넷 코널리(영어: James Brendan Bennet Connolly, 1868년 10월 28일 ~ 1957년 1월 20일)은 미국의 육상 선수이며 작가이다. 1896년에 그는 첫 근대 올림픽 우승자가 되었다.

## 어린 시절
코널리는 사우스 보스턴에서 태어난 가난한 아일랜드계 미국인 어부인 존 코널리와 아내 앤 오도널의 사이에서 태어난 12명의 자식 중 한 명이다. 보스턴의 공원과 놀이터가 느리게 개발되는 시기에 자란 그는 또래의 다른 친구들과 함께 길가와 공터에서 뛰놀았다.
그는 노틀담 학교에 다녔으며 그 후에 마더 앤 로렌스 그래머 스쿨에 다녔으나 고등학교에는 진학하지 않았다. 대신에 코널리는 보스턴에 있는 보험회사 점원으로 일했으며 후에는 서배너에 있는 미국 육군 공병 사령부에 갔다.
그가 스포츠에 가지고 있는 소질 또한 명확해졌다. 1891년에 그가 서배너에 있는 가톨릭 도서관 협회(Catholic Library Association, CLA)의 특별 모임에 나갔을 때 그는 미식 축구 팀을 만드는 데에 적극적이었다. 그 후 얼마 안있어서 코널리는 CLA 사이클 클럽의 수장으로 선출되었으며 적극으로 서배너의 사이클 선수들을 대신해서 스포츠를 장려했다.
코널리는 자신이 여태껏 지나온 길에 불만을 가졌다. 그래서 코널리는 독학을 해서 자신이 고등학교를 다니지 않아 잃어버렸던 세월을 되찾았다. 1895년 10월에 로렌스 과학 학교 입학 시험을 쳤으며 무조건적으로 하버드 대학교에서 공부하는 것을 수락받았다.

## 올림픽 참가

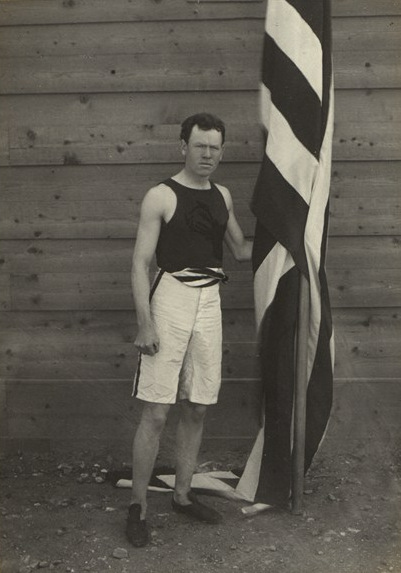
1896년 하계 올림픽에 출전한 코널리

1894년에 국제 올림픽 위원회가 창설된 후에 그리스의 아테네에서 첫 번째 근대 올림픽이 4월 6일부터 15일까지 열리기로 예정되어있었다. 코널리는 참가하기로 결정했으며 하버드 대학교 스포츠 선수 규정 위원회(Harvard University Committee on the Regulation of Athletic Sports)에 잠깐 휴학을 시켜달라고 부탁했으나 거절당했다. 코널리 그 자신에 의하면 그가 참가할 수 있는 유일한 방법은 자퇴하는 것이고 대학교를 재신청하는 것이라는 것을 알아냈다고 한다. 그 후에 코널리는 이렇게 답변했다.
| “ | I am not resigning and I’m not making application to re-enter. I’m getting through with Harvard right now. Good day! (나는 자퇴하지 않고 나는 재입학하려고 입학 신청을 하지 않는다. 나는 지금 당장은 하버드와의 관계를 마무리하고 있다. 좋은 날!) | ” |

이런 일이 실제로 일어났는지는 확실치 않다. 하버드 대학교의 기록에 의하면 코널리가 유럽에 가려고 후학계를 냈으며 거절당했다고 한다. 그러자 코널리는 학생으로서의 직위의 포기를 요청했으며 이것은 1896년 3월 19일에 수용되었다.
코널리의 비용을 거의 모두 내준 서포크 선수 클럽(후에 코널리가 스스로 그 비용을 다 갚았다)을 대표해서 그는 거의 모든 나머지 미국 올림픽 대표팀과 마찬가지로 독일의 화물선인 바르바로사 호(Barbarossa)를 타고 그리스에 갔다. 이탈리아의 나폴리에 도착한 후에는 소매치기를 만나서 아테네로 가는 입장권을 거의 잃었다. 그는 소매치기를 당하자마자 소매치기를 쫓아서 표를 되찾을 수 있었다. 결국 그는 아테네행 기차를 탔고 올림픽 경기 시간에 딱 맞춰서 도착했다.
개최날에 열린 첫 결승전은 세단뛰기(당시에는 '홉, 스킵, 점프'로 알려져있었음)로 이 경기에 코널리가 참가했다. 코널리는 이 대회에서 오른쪽 발로 두 번 홉을 했으며 완벽하게 인정받았다.(현재는 규칙위반) 이런 스타일로 해서 그는 경기장보다도 높이 점프해서 2위를 1m이상 앞선 13.71m란 기록(44 ft 11 3/4 in), 첫 은메달을 목에 걸었다.(당시에 금메달은 존재하지 않았다.) 그는 기원후 385년에 아테네의 아우렐리오스 조피로스가 팡크라티온에서 우승을 차지한 후(다른 자료에서는 369년에 복싱에서 우승한 아르메니아의 바라즈다트(Varazdat)라고도 함.) 올림픽에서 우승을 차지한 첫 번째 선수이다.
그 후에는 높이뛰기에 출전해서 1.65m(5 ft 5 in)를 기록, 엘러리 클라크의 뒤를 이어서 로버트 개릿과 같이 공동 2위를 차지했다. 멀리뛰기에서는 5.84m(19 ft 2 in)를 기록, 3위를 차지했다. 보스턴에 있는 집으로 돌아온 코널리는 열광적인 환영을 맞았으며 사우스보스턴의 시민들로부터 금시게를 선물받았다.
코널리는 파리에서 열린 두번째 근대 올림픽에 참가했다. 그는 그곳에서 마이어 프린슈타인에게 져서 자신의 세단뛰기 타이틀 방어에 실패했다.
1984년에 NBC에서 한 미니시리즈 The First Olympics: Athens, 1896에서는 데이비드 카루소가 코널리 역을 맡았다.

## 작가
코널리는 1904년 하계 올림픽에도 참가했으나 이번에는 선수가 아닌 언론인으로 갔다. 일찍이 그는 보스턴 글로브에 '쿠바 전방에서 온 편지'란 내용으로 자신이 미국-스페인 전쟁에서 겪었던 이야기를 펴냈다. 그는 그곳에서 아일랜드계 매사추세츠 9보병대로 참전했다.
코널리는 몇년간 세계의 많고 다양한 배, 고기잡이 배, 군함에서 생활한 후에 해양 탐사기(maritime writing)에 있어서 권위를 갖게 되었다. 그는 200권 이상의 단편집, 25권의 소설을 출판했다. 더욱이 그는 진보당 소속으로 미국 의회에 입성하려 두 번이나 시도했으나 당선되지는 못했다.
그는 절대로 하버드에 돌아오지 않았으나 1948년에 명예 선수 스웨터(honorary athletic sweater)를 받았다. 1년 후에는 하버드 대학교에서 명예 박사 학위를 수여했으나 코널리는 거절했다. 코널리는 88세의 나이로 뉴욕에서 사망했다. 세단뛰기 은메달을 포함해서 코널리와 관련된 물품 모음집은 메인주에 있는 콜비 대학교의 도서관에 안치되어 있다.